# Grivița (stație de metrou)
Grivița este o stație de metrou din București, situată pe Calea Griviței. În apropierea acestei stații se află Halta București Basarab, folosită de trenuri personale spre și de la: Alexandria, Brașov, Buzău, Craiova, Pitești, Ploiești, Titu, Târgoviște.

## Istoric
Lucrările la Magistrala 4, din care face parte stația Grivița, au început în decembrie 1989, dar, din cauza deficitului bugetului alocat, acestea au fost sistate în 1994. În perioada următoare singurele operațiuni realizate au fost de evacuare a apelor ce se infiltrau prin pereții neterminați, care au fost la rândul lor sistate pentru a opri deformarea tunelelor.
În 1997 a fost obținut un împrumut de la Banca Europeana de Investitii pentru cofinantarea  proiectului „Modernizarea metroului din București - etapa I” prin care lucrările au fost reluate. Stația a fost deschisă în 1 martie 2000, odată cu tronsonul inițial al Magistralei 4: Gara de Nord II - 1 Mai.
De-a lungul timpului, stația a suferit modificări. 
Pereții au fost vopsiți cu roz, iar spre sfârșitul anului 2022 în stație și pe căile de acces către aceasta a fost montat pavaj tactil pentru persoanele cu deficiențe de vedere.

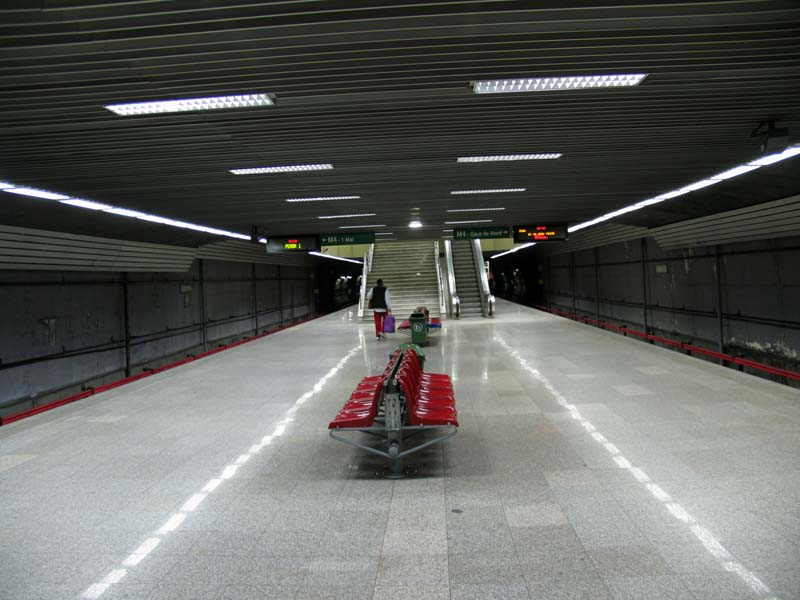
Stația Grivița în 2005
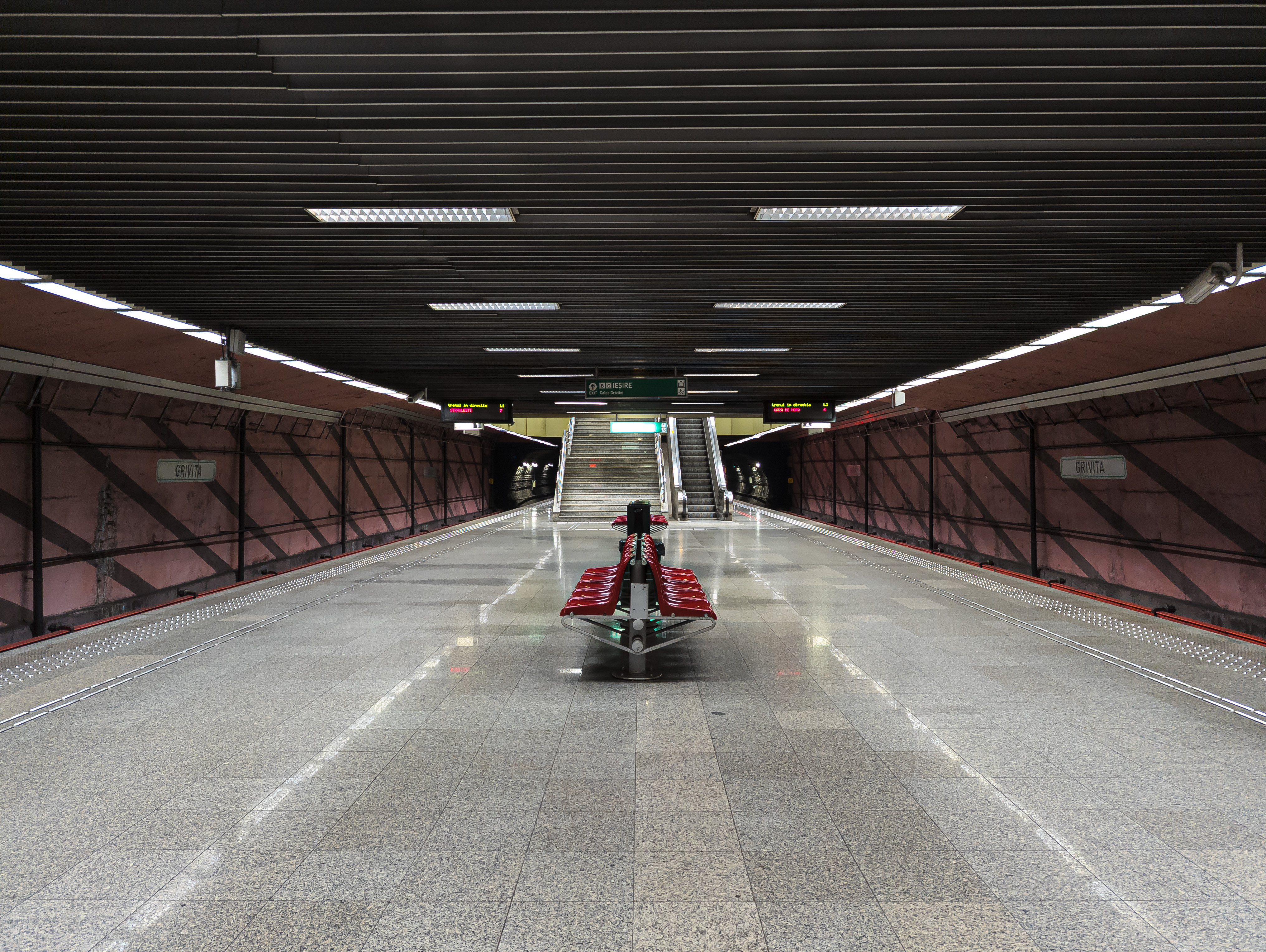
Stația Grivița în 2023
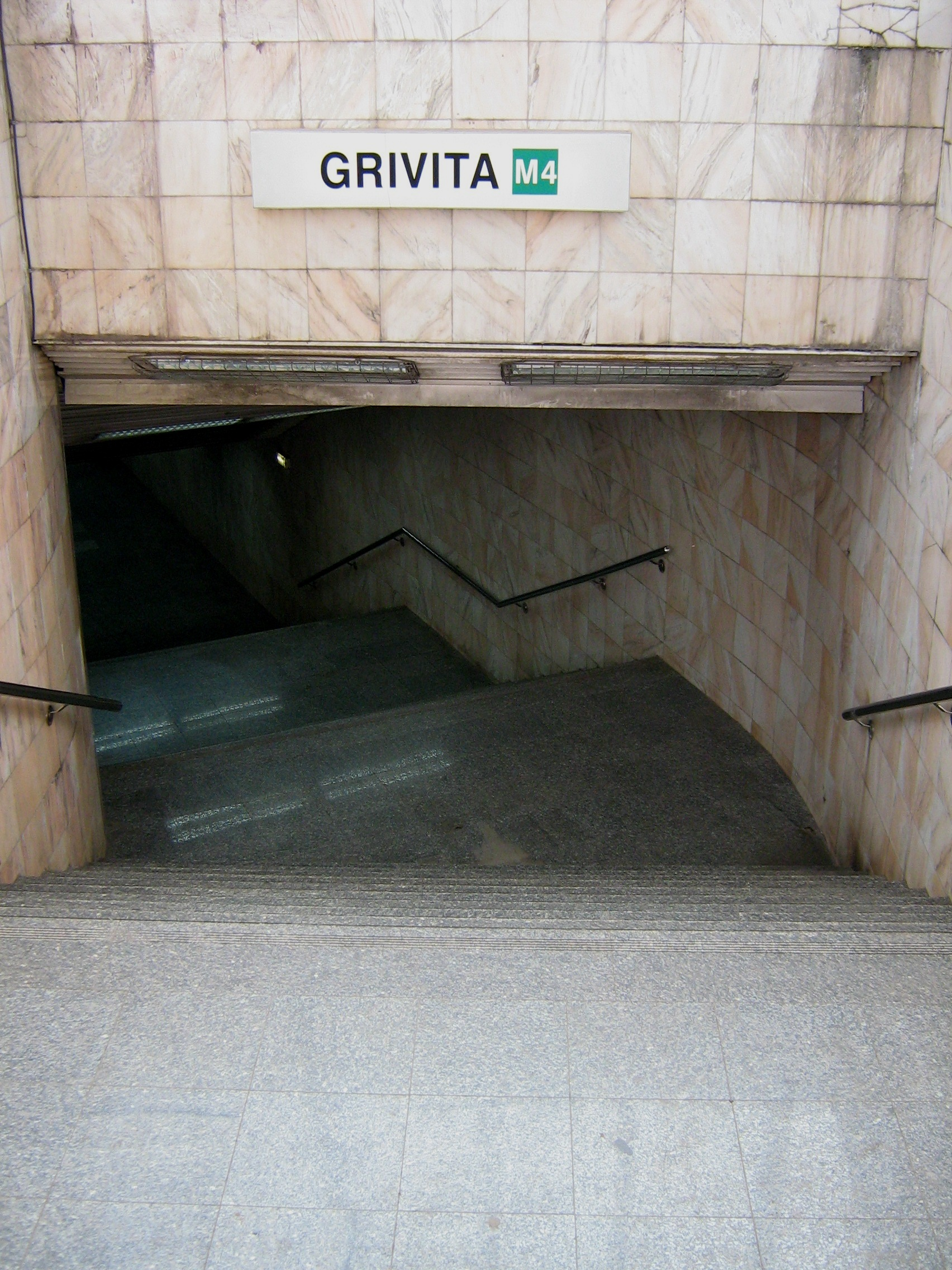
Una dintre intrări în 2008
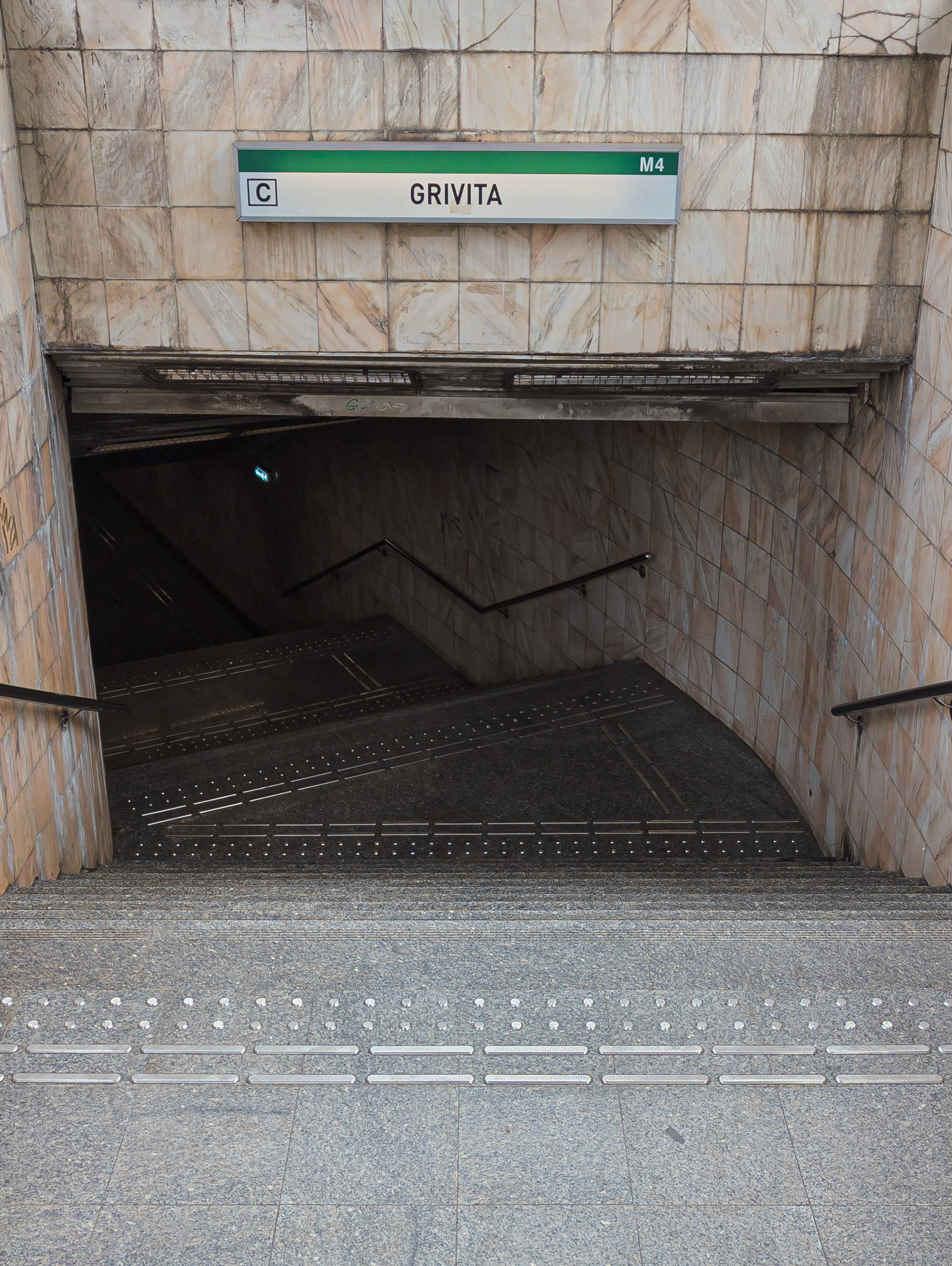
Una dintre intrări în 2023

## Arhitectură
Stația a fost construită în arhitectura tipică tronsonului Gara de Nord - 1 Mai, cu peron central și o gamă de culori unificată gri-albastru.
Inițial, stația avea o schemă de culori gri-albastru unde podeaua și pilonii centrali mai deschiși contrastau cu pereții laterali mai închiși. Podeaua este realizată din granit gri, pilonii sunt rectangulari, acoperiți de panouri verzui, tavanul este lamelar, din aluminiu, precum și balustradele, iar pereții sunt sintetici și erau vopsiți în albastru.
În 2021, pereții laterali au fost vopsiți într-un model cu dungi oblice roz și indigo, fără vreo legătură aparentă cu arhitectura originală a stației.